# 男木島灯台
男木島灯台（おぎしまとうだい）は香川県高松市の男木島北端トウガ鼻に立つ石造の灯台。日清戦争後に瀬戸内海海上交通が増加したことに対応し、「灯台の父」と呼ばれるブラントン離日後の1895年、日本人独力で備讃瀬戸東航路の東端にあたる位置に建設された。灯塔は総御影石（庵治石）造りで、日本に3基しかない無塗装の灯台の一つ（あと2つは山口県の角島灯台と六連島灯台）。
この灯台は、歴史的文化財的価値が高いAランクの保存灯台で日本の灯台50選にも選ばれている。周辺は瀬戸内海国立公園に指定され、灯台からは明石海峡に次いで全国第2位の交通量の船舶を望むことができる。

## 歴史
- 1895年（明治28年）12月10日に石油灯で初点灯した。
- 1933年（昭和8年）ガス灯化される。
- 1961年（昭和36年）電化される。
- 1987年（昭和62年）4月、無人化。
- 1999年（平成11年）メタルハライドランプに変更される。

## 灯台資料館
隣接して灯台の仕組みなどを紹介する高松市観光交流課が所管する灯台資料館がある（住所は高松市男木町1062-3）。

## 写真ギャラリー

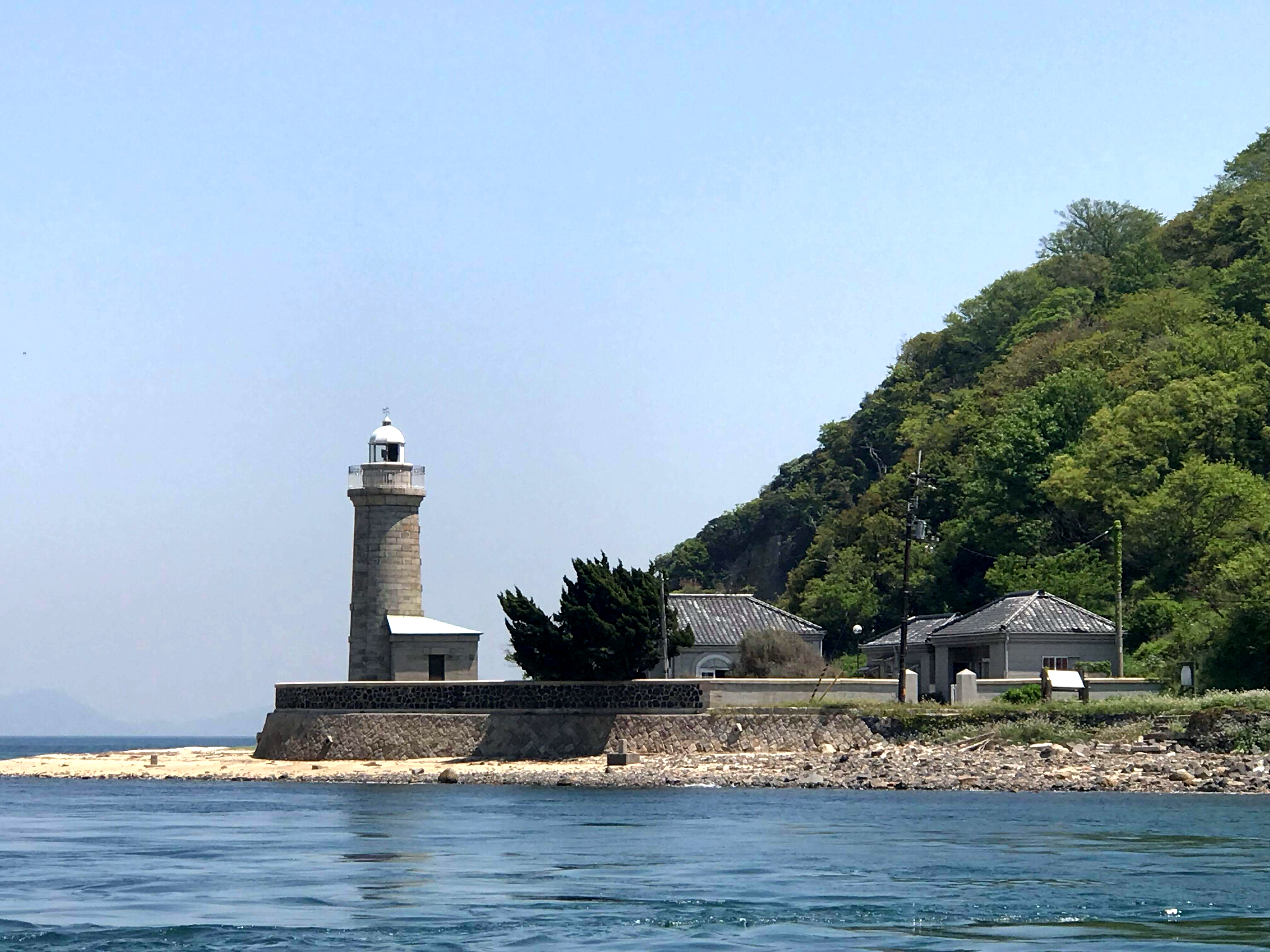
海上より望む男木島灯台（2018.04.21）
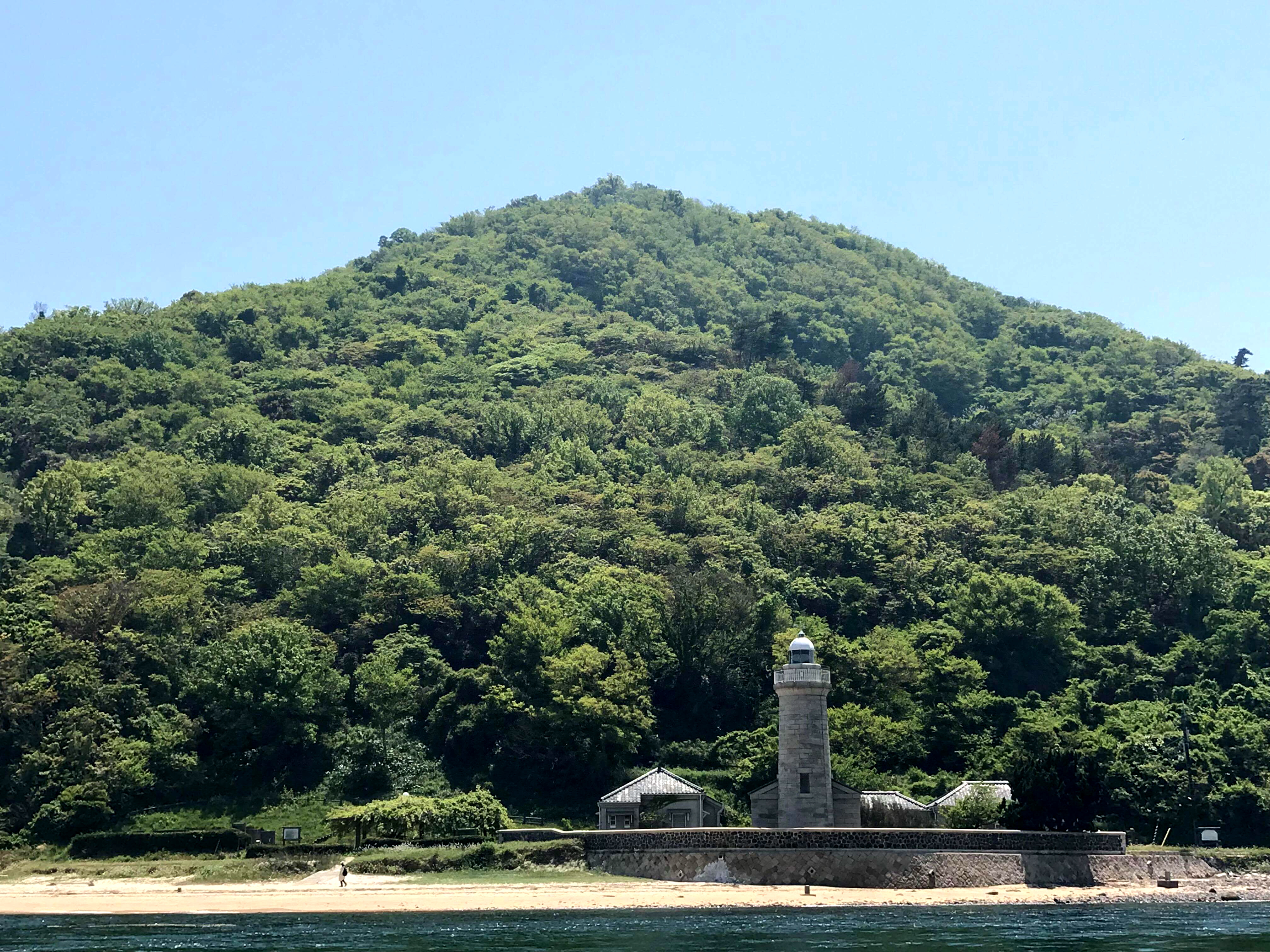
海上より望む男木島灯台（2018.04.21）
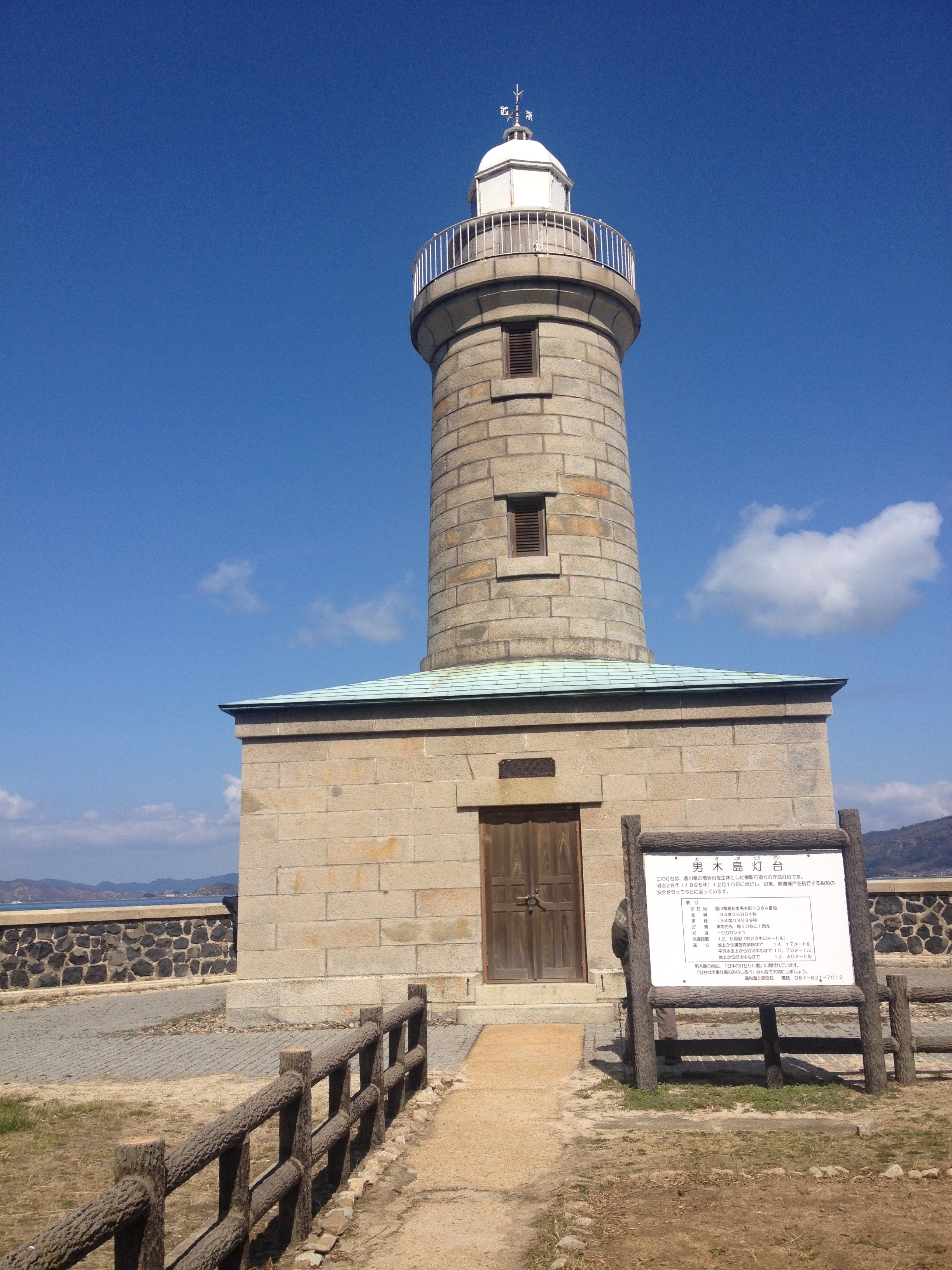
男木島庵治石の灯台（2015.03.08）
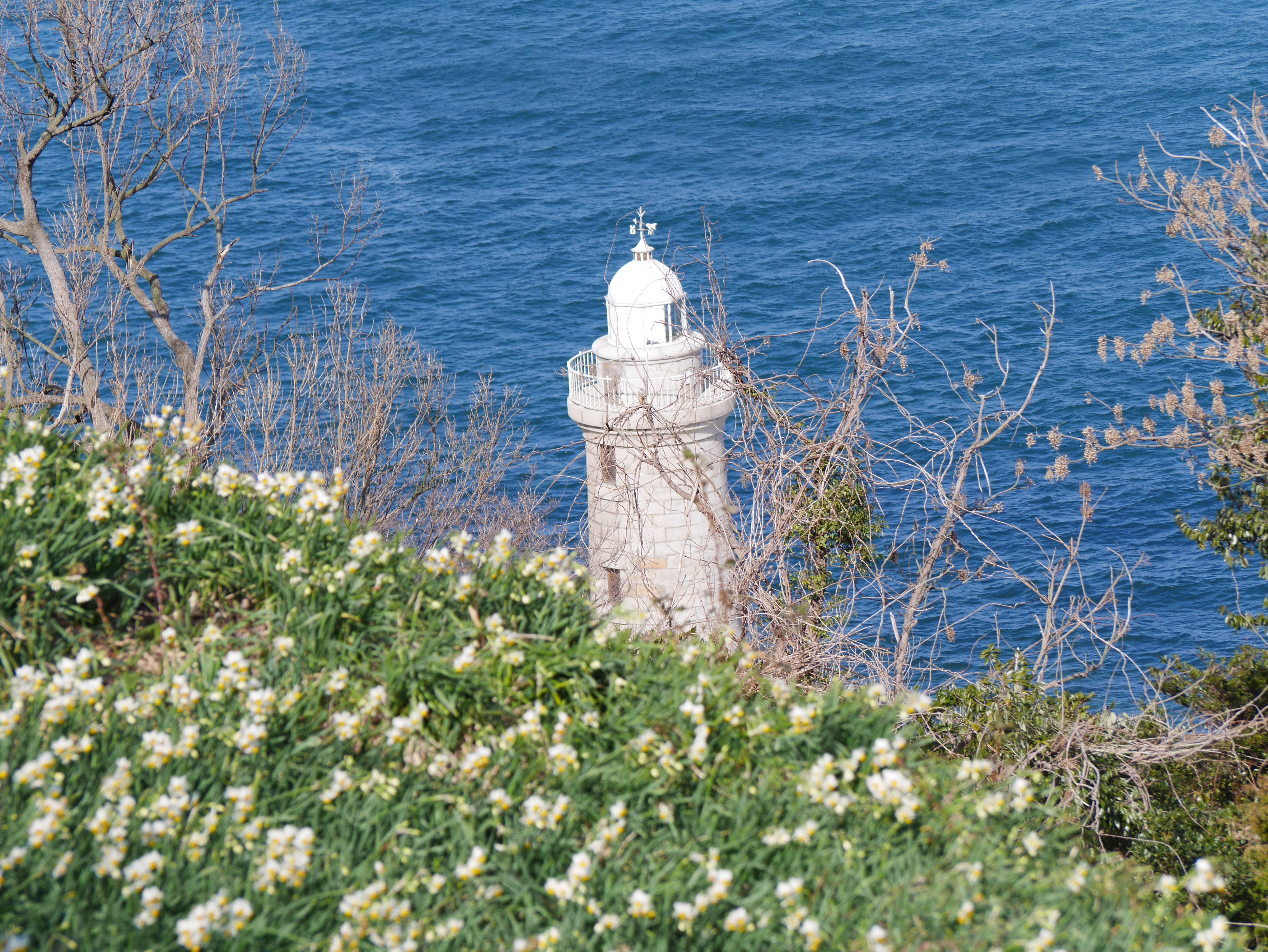
男木島灯台と水仙（2015.03.08）
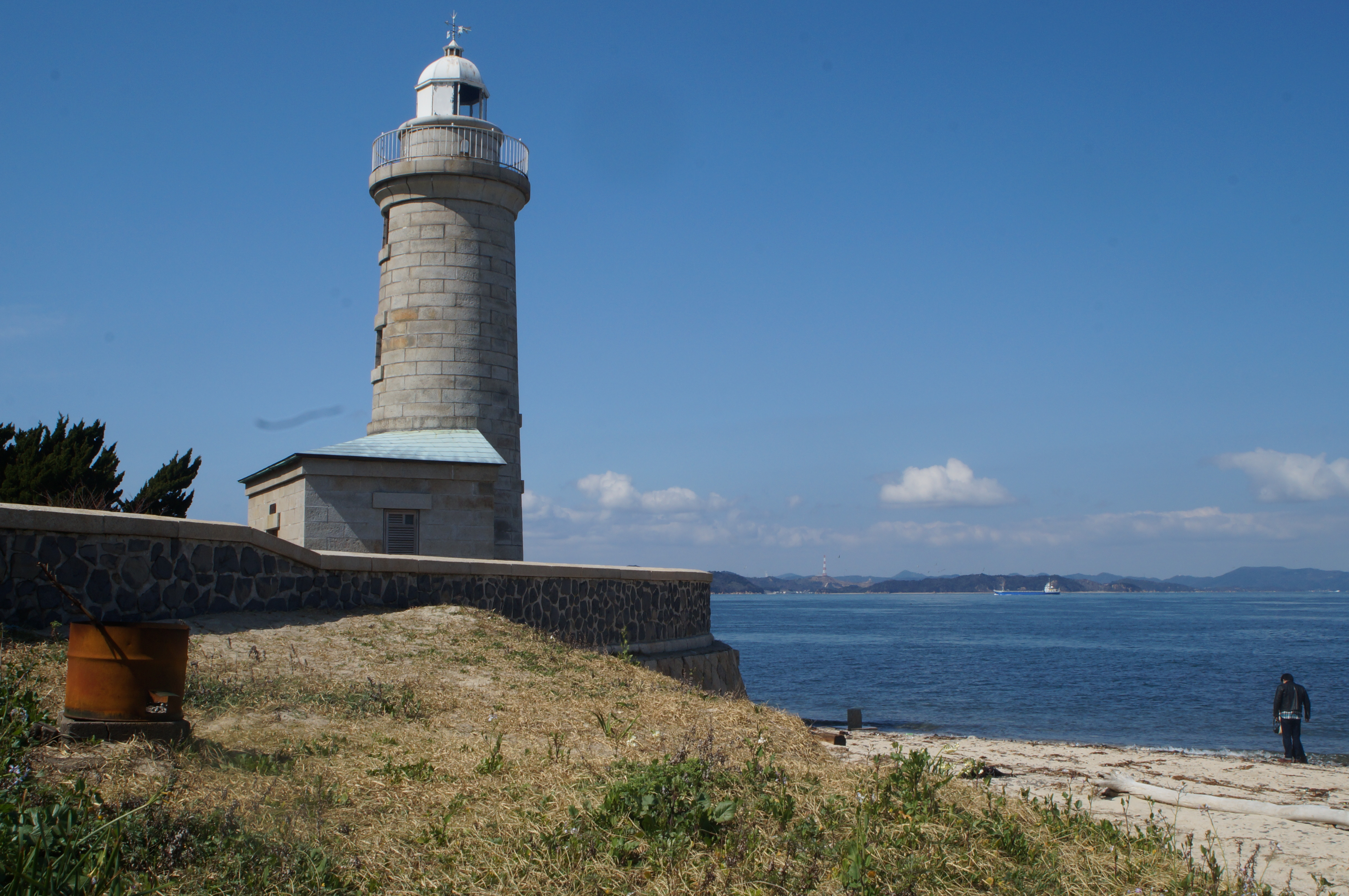
映画の舞台になった男木島の灯台（2015.03.08）
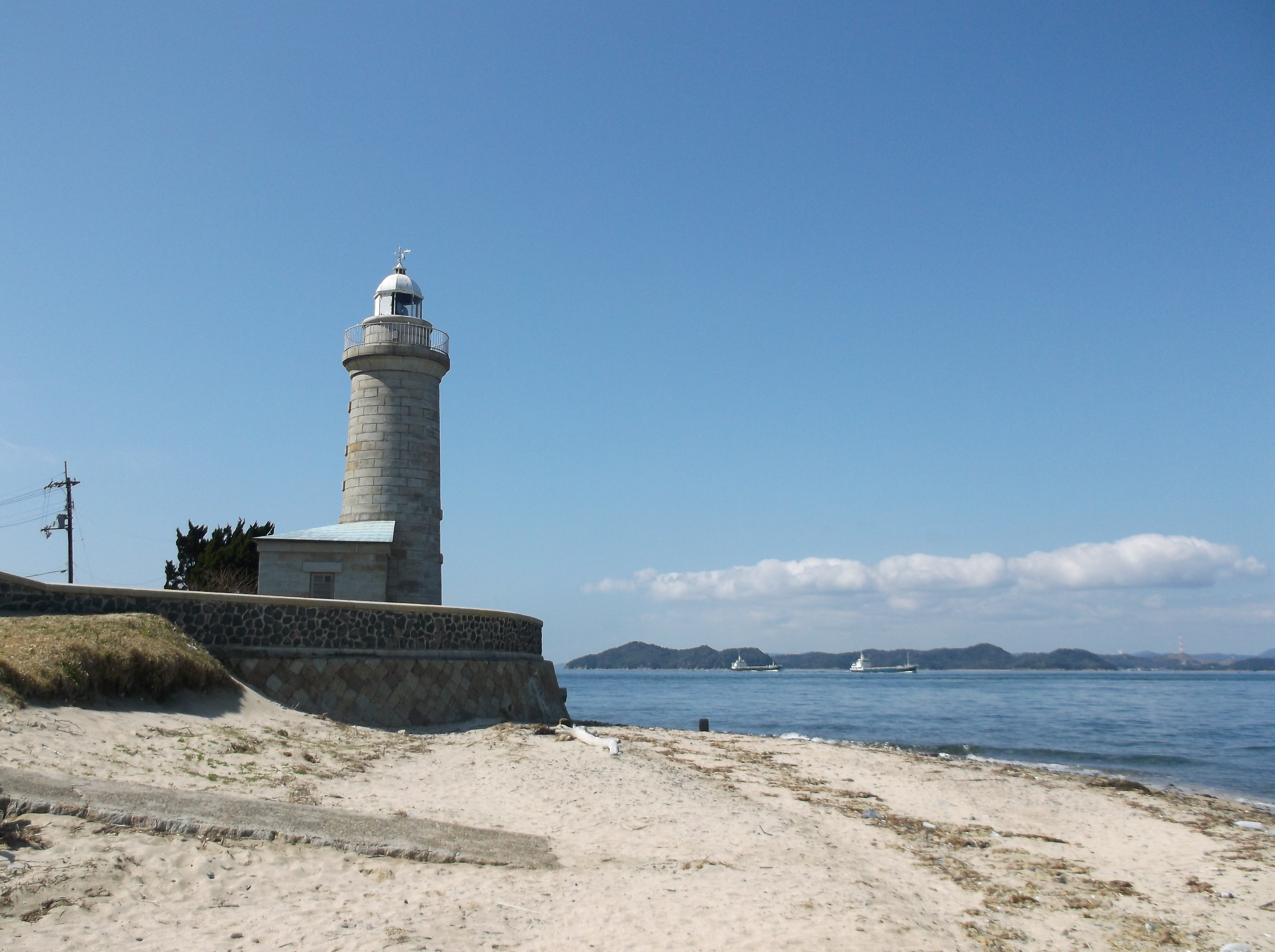
120年の潮風にさらされても美観を保つ灯台（2015.03.08）
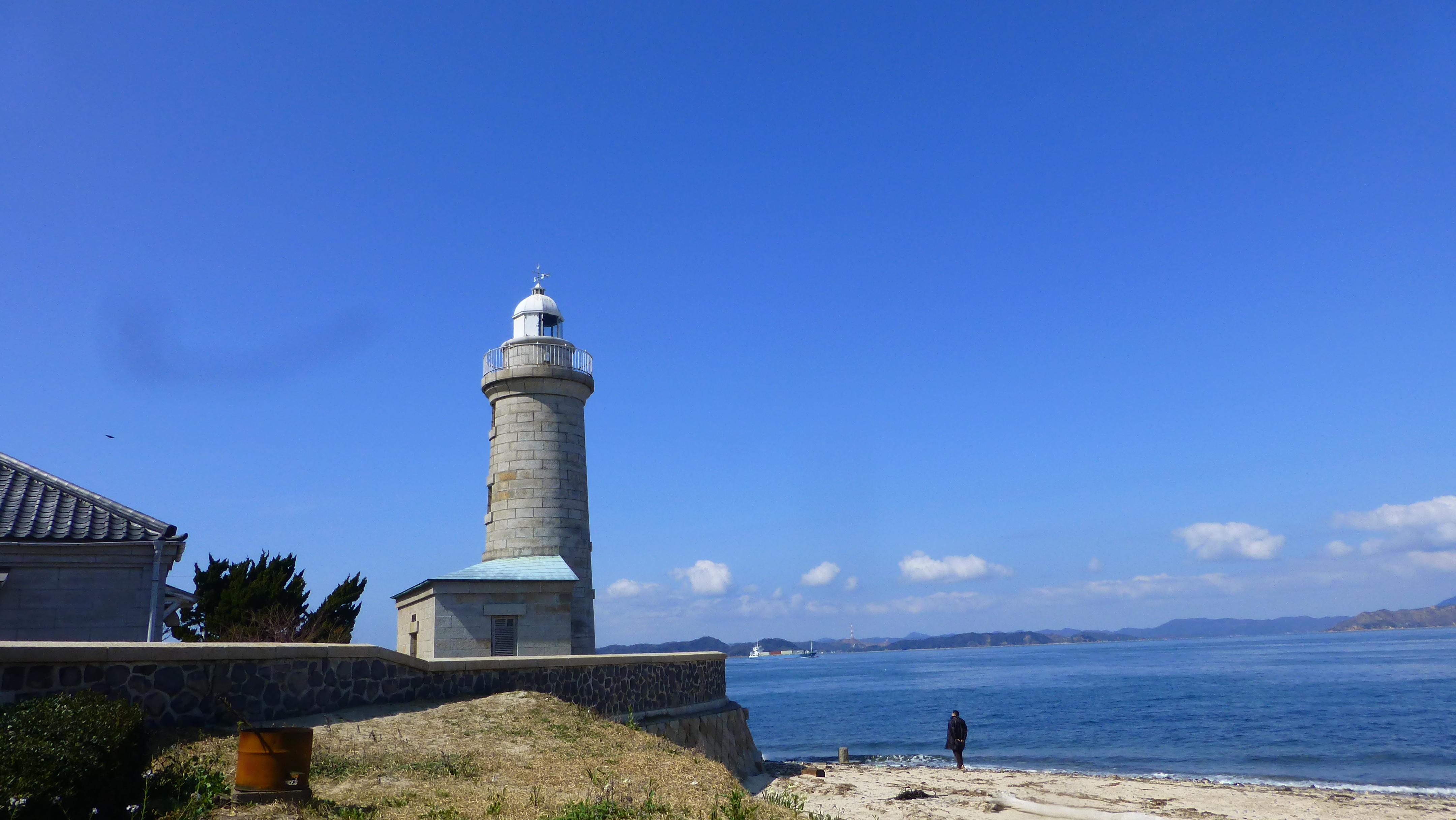
男木島庵治石で作られた灯台（2015.03.08）

## ロケに使われた作品
- 映画「喜びも悲しみも幾歳月」：舞台地の一つ。灯台守とその家族を描いた作品。無人化後の灯台職員宿舎は資料館として公開されている。
- TBS系愛の劇場40周年記念番組『ラブレター』：灯台周辺の海岸を小豆島に見立ててロケが行われた。
- 株式会社ビジュアルアーツ (VisualArt's) PCゲーム『Summer Pockets』:灯台が舞台として使われた。